# Dennis Johnson
Dennis Wayne Johnson (født 18. september 1954, død 22. februar 2007) var en amerikansk basketballspiller og træner. Han vandt tre NBA mesterskaber og var på All-Star holdet fem gange i hans karriere.

## NBA-karriere

### Seattle SuperSonics
Johnson blev valgt med det 29. valg i 1976 draften af Seattle SuperSonics. Han spillede sin første halvanden sæson i ligaen som backup, men efter ankomst af træner Lenny Wilkens i starten af 1977-78 sæsonen, blev Johnson givet rollen som starter. Sonics, som havde tabt 17 ud af deres første 22 kampe i sæsonen, vendte pludseligt sæsonen rundt, og kom i slutspillet. De marchere her hele vejen til finalen imod Washington Bullets. De spillede en meget tæt serie, men Sonics endte med at tabe i den syvende og afgørende kamp. Johnson havde her en historisk dårlig kamp, da han brændte alle sine 14 skud han tog.
Johnson vendte dog godt tilbage trods skuffelsen, og i 1978-79 sæsonen blev han for første gang i hans karriere en All-Star. Sonics vendte i sæsonen tilbage til finalen, og mødte igen Bullets her. Det lykkedes Sonics at tage hævn, og Johnson blev kåret som den bedste spiller i finalen, da Sonics sikrede sig deres første mesterskab nogensinde.
Johnson og Sonics fortsatte på et højt niveau, men forholdet mellem Wilkins og Johnson var blevet dårligt, og det ledte til, at han blev traded til Phoenix Suns i 1980.

### Phoenix Suns
Johnson fortsatte sit gode spil i Phoenix. Han spillede tre sæsoner for holdet, og var en All-Star i to af dem. Historien endte dog dem samme som i Seattle, da Johnsons forhold til træner John MacLeod blev dårligt, og han blev sendt væk, denne gang til Boston Celtics.

### Boston Celtics
Johnson skiftede til en af ligaens bedste hold i Boston, som inkluderede Larry Bird, Kevin McHale og Robert Parish. Johnson lappede holdets største problem, hvilke var defensivt, og han spillede en central rolle i, at Boston vandt mesterskabet i 1983-84 sæsonen. Hans forsvar imod Los Angeles Lakers' Magic Johnson var en stor del af sejren.
Johnson og Celtics vendte tilbage til finalen næste sæson, og mødte igen Magic og Lakers. Endnu en intens finalserie var resultatet, men denne gang var det Lakers som vandt. Celtics vendte sæsonen efter tilbage i finalen, og mødte denne gang Houston Rockets. Celtics lykkedes her at vinde mesterskabet, og Johnson sikrede sig dermed sin tredje titel.
Det lykkedes Celtics holdet at komme i finalen igen i 1986-87 sæsonen, men tabte her til rivalerne fra Los Angeles. Dette blev sidste gang de nåede til finalen, da det aldrende Celtics hold blev overtaget af Detroit Pistons. Johnsons rolle begyndte over de sidste sæsoner at blive reduceret, og efter 1989-90 sæsonen stoppede han spillerkarrieren.

## Trænerkarriere
Johnson begyndte sin trænerkarriere som assistenttræner for Celtics imellem 1993-97. Han var herefter assistenttræner hos Los Angeles Clippers, før han blev træner for NBA Development League holdet Florida Flame. I 2005 blev han træner for Austin Toros, en rolle som han holdte til sin død.

## Død
Under en træningssession med Austin Toros den 22. februar 2007 kollapsede Johnson som resultat af et hjerteanfald. Trods hurtigt hjælp overlevede han ikke. Han var 52 år gammel.

## Eftermæle
Johnsons nummer 3 blev pensioneret af Celtics. Han blev posthumt gjort medlem af Naismith Memorial Basketball Hall of Fame i 2010.